# Bíbortorkú kolibri
A bíbortorkú kolibri (Eulampis jugularis) a madarak osztályának sarlósfecske-alakúak (Apodiformes) rendjébe és a kolibrifélék (Trochilidae) családjába tartozó faj.

## Rendszerezése
A fajt Carl von Linné svéd természettudós írta le 1766-ban, a Trochilus nembe Trochilus jugularis néven. Egyes szervezetek az Anthracothorax nembe sorolják Anthracothorax jugularis néven.

## Előfordulása
Anguilla, Antigua és Barbuda, Barbados, a Dominikai Köztársaság, Guadeloupe, Martinique, Montserrat, Saba, Saint Kitts és Nevis, Saint Lucia, a Saint Vincent és a Grenadine-szigetek, Sint Eustatius valamint, Sint Maarten  területén honos. Kóborlásai során eljut Brazíliába, Grenadába, a Brit Virgin-szigetekre  és az Amerikai Virgin-szigetekre is.
Természetes élőhelyei a szubtrópusi és trópusi síkvidéki esőerdők, valamint másodlagos erdők.

## Megjelenése
Testhossza 12 centiméter, testtömege 7–12 gramm.
|  |

## Életmódja
Nektárral táplálkozik.

## Természetvédelmi helyzete
Az elterjedési területe kicsi, egyedszáma pedig ismeretlen, de még nem éri el a kritikus szintet. A Természetvédelmi Világszövetség Vörös listáján nem fenyegetett fajként szerepel.